# Ernst Sattler
Ernst Sattler (14 de octubre de 1887-3 de enero de 1974) fue un actor teatral, radiofónico y cinematográfico alemán.

## Biografía
Su verdadero nombre era Ernst Roth, y nació en Múnich, Alemania. Tras graduarse en su formación secundaria, Sattler empezó a estudiar filología en la Universidad de Múnich, a la vez que tomaba clases de actuación de Ludwig Heller. Interpretó sus primeros papeles a partir de 1910 en teatros de Múnich, Graz y Zúrich. Después tuvo compromisos en el Teatro Lessing de Berlín y en Núremberg. Entre 1919 y 1926 fue miembro del conjunto del Deutsches Schauspielhaus de Hamburgo, actuando más adelante en el Städtische Bühnen de Fráncfort del Meno, en el Altes Theater de Leipzig y, de 1935 a 1944, en el Volksbühne, en Berlín. Finalizada la Segunda Guerra Mundial, entre 1945 y 1951, trabajó en el Deutsches Theater de Berlín, y después en el Teatro Schiller y en el Schlossparktheater, ambos en Berlín.
Ernst Sattler fue también actor en producciones cinematográficas y televisivas. Entre sus películas figuran las de propaganda nazi Pour le Mérite y Ich klage an, pero igualmente participó en cintas de entretenimiento como Glückliche Reise (1954, con Paul Hubschmid y Paul Klinger) y Liebe, Jazz und Übermut (1957, con Peter Alexander y Bibi Johns).
A partir de 1948 Sattler trabajó como actor de voz en numerosas producciones de radio, entre ellas Das Haus Erinnerung, de Erich Kästner, con dirección de Ulrich Lauterbach y actuación de Hans Caninenberg, Friedrich Schönfelder y Hans Söhnker. En la misma faceta de actor de voz, Ernst Sattler trabajó en tareas de doblaje.
Ernst Sattler falleció en Berlín en el año 1974.

## Filmografía (selección)
- 1917 : Wer küßt mich?
- 1922 : Strandgut der Leidenschaft
- 1936 : Schlußakkord
- 1937 : Fanny Elßler
- 1937 : Der Lachdoktor
- 1938 : Preußische Liebesgeschichte
- 1938 : Drops wird Flieger
- 1938 : Schatten über St. Pauli
- 1938 : Ikaruskinder
- 1938 : Pour le Mérite
- 1939 : Das Lied der Wüste
- 1940 : Der Sündenbock
- 1940 : Münchner G'schichten
- 1940 : Links der Isar – rechts der Spree
- 1941 : Der laufende Berg
- 1941 : Über alles in der Welt
- 1941 : Die schwedische Nachtigall
- 1941 : Ich klage an
- 1942 : Der Fall Rainer
- 1943 : Damals
- 1943 : Der Ochsenkrieg
- 1943 : Die unheimliche Wandlung des Axel Roscher
- 1944 : Der Majoratsherr
- 1944 : Der große Preis
- 1944 : Das Hochzeitshotel
- 1949 : Die Brücke
- 1953 : Der Onkel aus Amerika
- 1954 : Glückliche Reise
- 1957 : Die Unschuld vom Lande
- 1957 : Liebe, Jazz und Übermut
- 1958 : Gestehen Sie, Dr. Corda!
- 1960 : Sabine und die 100 Männer
- 1962 : Das Vergnügen, anständig zu sein (telefilm)
- 1970 : Eli – Mysterienspiel vom Leiden Israels (telefilm)

## Radio (selección)
- 1948 : Florian Geyer
- 1949 : Ein Spielvom anderen Leben
- 1950 : …lasset alle Hoffnung zurück!
- 1950 : Die Bürger von Calais
- 1950 : Die Ballade vom Frieden
- 1950 : Der Spielzeugladen
- 1952 : Tante Voss
- 1952 : Der blaue Opel (Indizienbeweis)
- 1953 : Meines Bruders Hüter sein?
- 1953 : 19. November 1828
- 1953 : Das Spiel vom Kreuz
- 1954 : Kreuzweg der Gefangenen
- 1955 : Fräulein Caroline
- 1956 : Helden sind komische Leute
- 1957 : Die Bekenntnisse des Hochstaplers Felix Krull
- 1958 : Zwei alte Damen feuern
- 1958 : Auf der Strecke nach D.
- 1959 : Das Gasthaus in Aci Cetana
- 1959 : Das Haus Erinnerung
- 1959 : Korruption im Justizpalast
- 1959 : Horation Hornblower’s Abenteuer, Taten und Leiden
- 1959 : Achtung! Schwarzer Mann
- 1959 : Wilhelm Tell
- 1960 : Nathan der Weise
- 1960 : Der Hund, der Herr Bozzi hieß
- 1960 : General Quixotte
- 1961 : Weihnachtsvisite
- 1962 : Andorra
- 1964 : Die Flöte von Jericho
- 1964 : Samstag
- 1964 : Das Testament
- 1966 : Mein Wintermärchen
- 1969 : Ohne erkennbare Gründe